# 城东镇 (海安市)
城东镇，是中华人民共和国江苏省南通市海安市下辖的一个乡镇级行政单位。2019年中国百强乡镇第56名。

## 行政区划
城东镇下辖以下地区：
开发新村社区、泰宁社区、南屏社区、立发桥社区、界墩社区、开屏社区、上湖社区、三角社区、五坝社区、刘缺社区、南阳社区、洋蛮河社区、三丰社区、油坊头社区、葛家桥社区、堑南社区、品建社区、韩洋社区、韩徐社区、农林社区、民桥社区、西场社区、壮志社区、爱凌村、戚庄村、新立村、热港村、丰产村、石桥村、西场村、洪旺村、施秦村和石庄村。

## 交通
- 新长铁路、宁启铁路、海洋铁路：海安站